# Richard Hugh McCaw
Richard Hugh McCaw nazývaný "Richie McCaw" (narozen 31. prosince 1980 v Oamaru na Novém Zélandu) je bývalý novozélandský ragbista, který hrával na pozici rváčka. V roce 2019 byl jmenován do Světové ragbyové síně slávy. Je považován za jednoho z nejlepších hráčů historie.
Je hráčem, který hrál jako reprezentační kapitán nejvíce zápasů (110) v historii. Také si ze všech hráčů v historii připsal za reprezentaci nejvíce vítězství (131). Jako první kapitán vyhrál dvakrát po sobě mistrovství světa. Společně s Danem Carterem dokázali nejčastěji vyhrát cenu pro nejlepšího ragbistu světa (3) a McCaw byl na tuto cenu nejvícekrát nominován (8). 
Stal se jako člen Crusaders čtyřnásobným vítězem Super Rugby (2002, 2005, 2006, 2008). Klubovou kariéru strávil pouze v tomto týmu (2001 - 2015). Po ukončení kariéry byl oceněn Řádem britského impéria.

## Největší mezinárodní úspěchy
- Trojnásobný nejlepší ragbista světa v letech 2006, 2009[11] a 2010[12]
- Nominován na nejlepšího ragbistu světa 2002, 2003, 2005, 2007, 2012
- Nejlepší ragbista dekády 2011 - 2020[13]
- Dvojnásobný mistr světa v ragby v letech 2011 a 2015

## Galerie

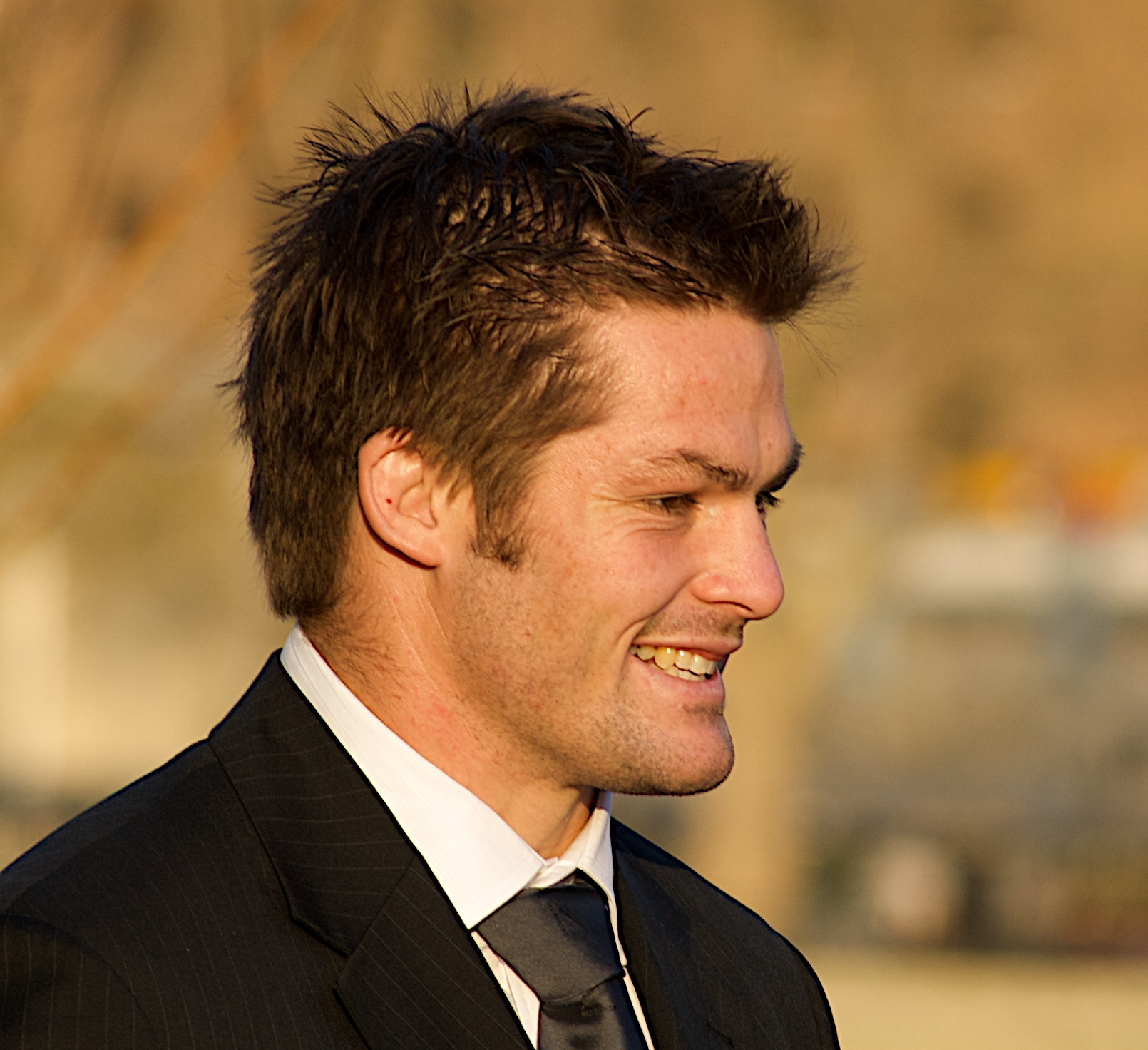
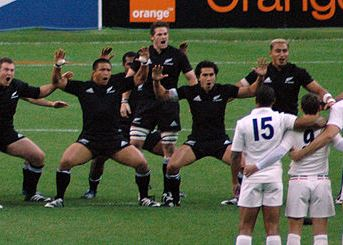
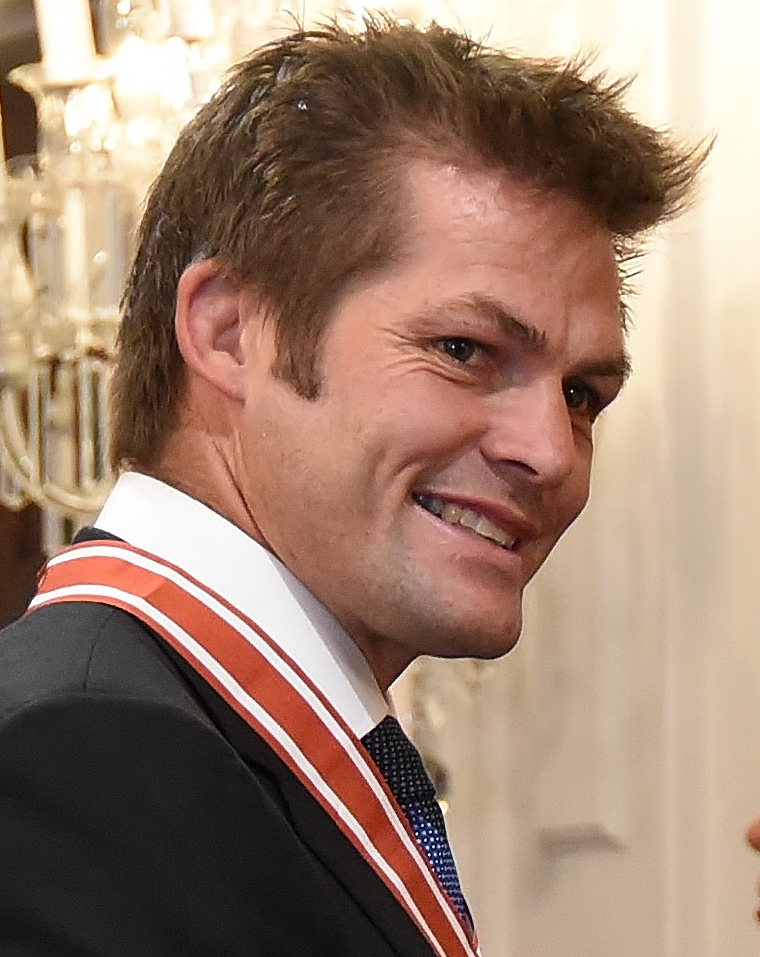
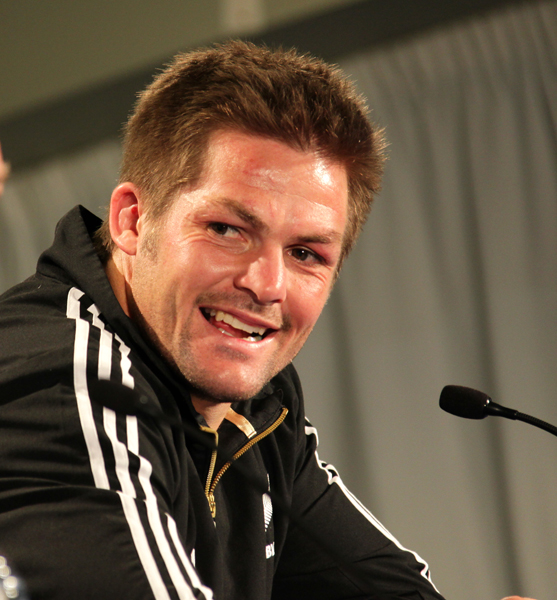
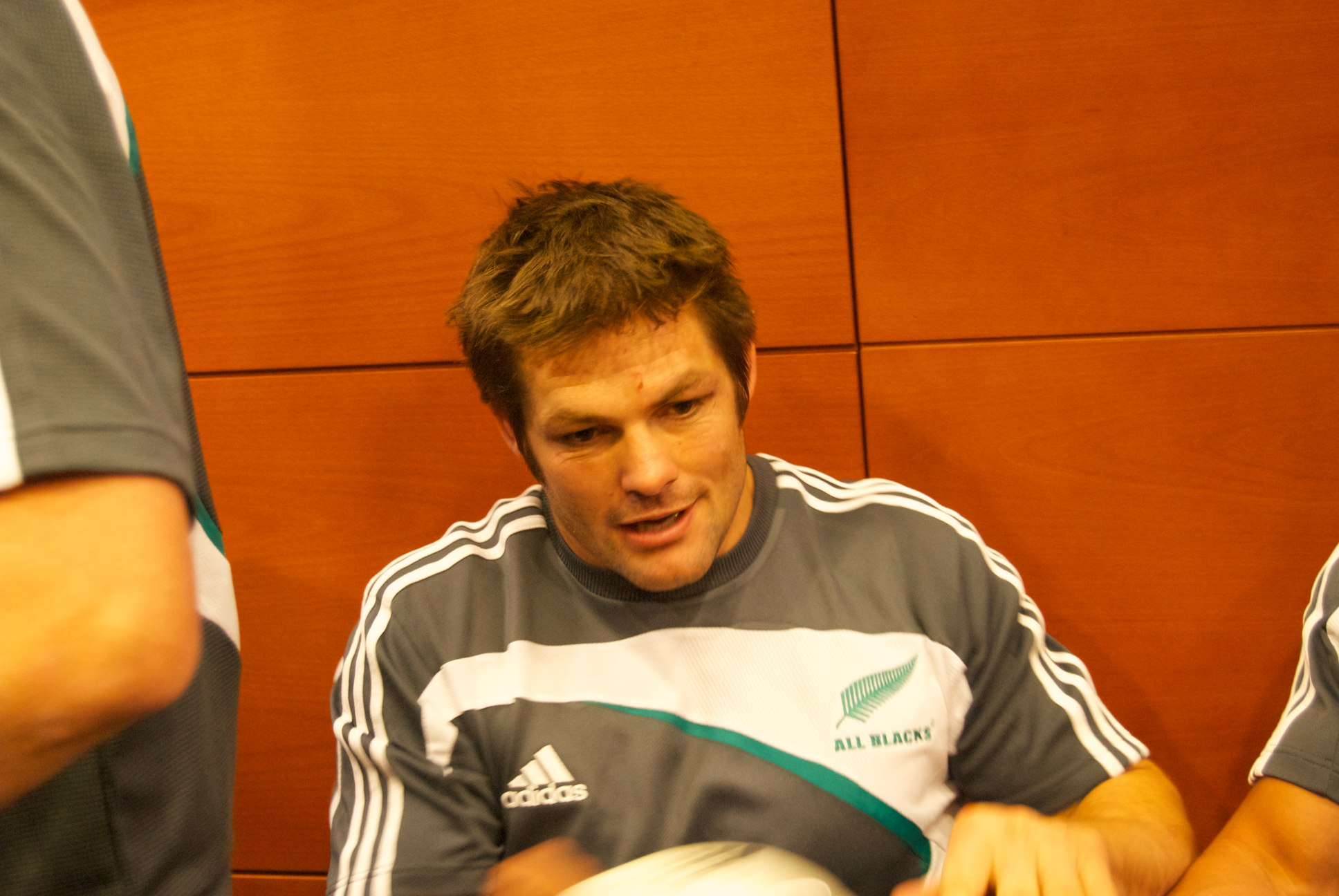
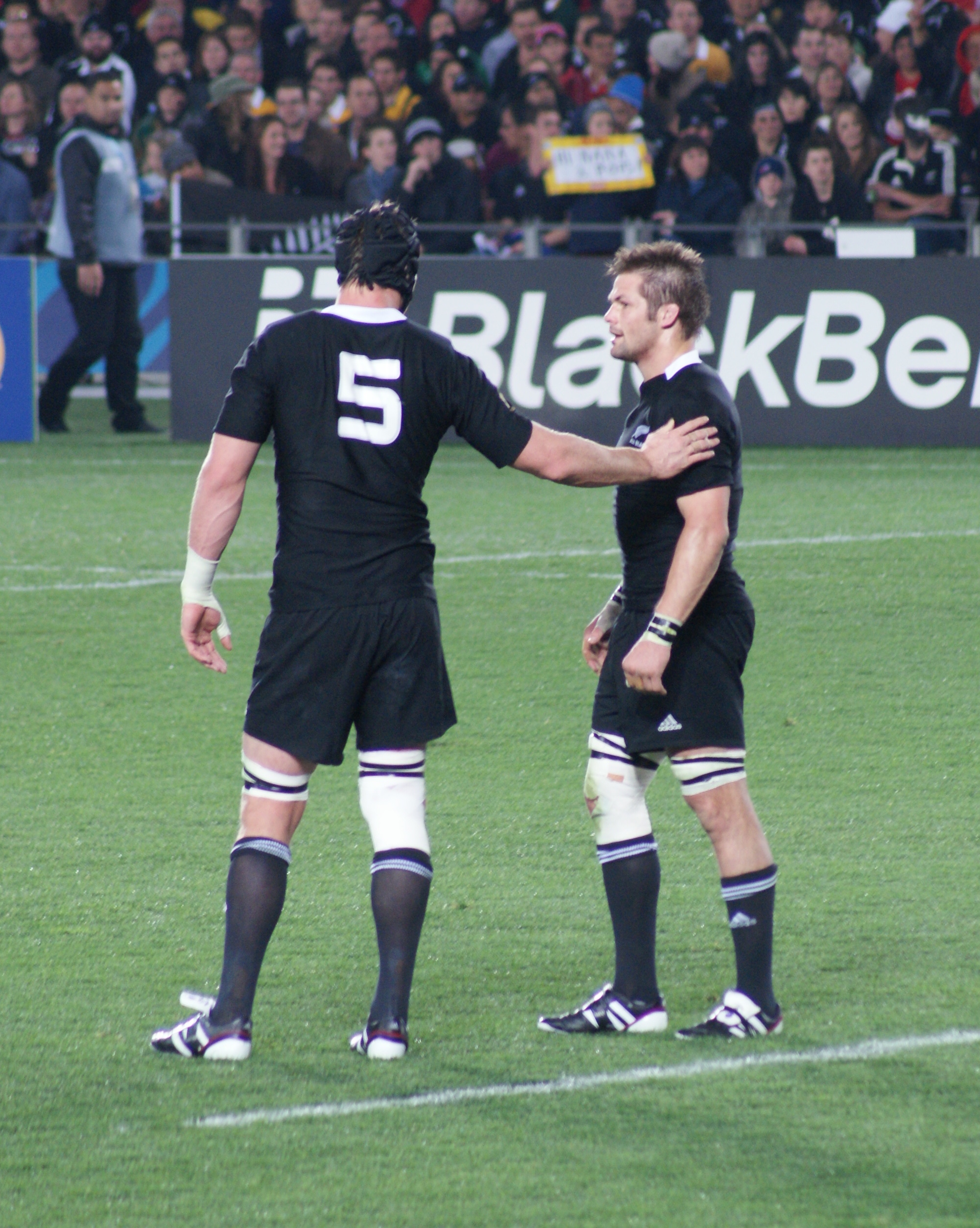